# Danone
Groupe Danone is een Franse multinationale onderneming en voedingsmiddelenbedrijf, gespecialiseerd in zuivelproducten en yoghurt, flessenwater en medische voeding. Het bedrijf is actief in 95 landen, waaronder Nederland.

## Geschiedenis
Danone werd opgericht in 1919 door Isaac Carasso in Barcelona (Catalonië, Spanje) als een klein yoghurtproducerend bedrijf. Yoghurt was op dat moment een niet erg bekend product uit de Balkan. Hij noemde het bedrijf naar zijn zoon Daniel.
Tien jaar later was de eerste Franse fabriek gebouwd. Tijdens de Tweede Wereldoorlog verhuisde het bedrijf tijdelijk naar New York, maar keerde in 1958 terug naar Parijs, waar zijn hoofdkantoor nog altijd is gevestigd. Het zuivelbedrijf fuseerde in 1967 met kaasmakerij Gervais.
Ondertussen zocht glasfabrikant Boussois-Souchon-Neuvesel (BSN) expansie. Na een mislukt overnamebod op Saint-Gobain, besloot dit bedrijf onder leiding van Antoine Riboud van strategie te veranderen en zich voortaan op de voedingsindustrie te concentreren. De groep nam in 1970 de waterfabrikant Evian en de brouwerijen Kronenbourg en Kanterbräu over. In 1973 fuseerde BSN met Gervais-Danone. De nieuwe groep BSN-Gervais-Danone vereenvoudigde in 1994 zijn naam tot Danone.
De belangen in brouwerijen Kronenbourg en Alken-Maes werden in 2000 verkocht aan het Britse Scottish & Newcastle. Danone zag bier niet meer als kernactiviteit.
In 2007 heeft Danone het Nederlandse bedrijf Numico overgenomen. Op 30 november 2007 werd het Lu-koekenmerk verkocht aan Kraft Foods.
In mei 2010 ontving Danone Nederland van consumentenorganisatie Foodwatch het Gouden Windei voor het product Actimel omdat Danone volgens onafhankelijke wetenschappers ten onrechte gezondheidsclaims ("verhoogt de weerstand") aan dit product ophangt. Danone Nederland blijft bij zijn standpunt dat het yoghurtdrankje de weerstand verhoogt, maar het wetenschappelijk onderzoek naar de positieve uitwerking van Actimel is niet openbaar en dus dubieus, zo constateerde Foodwatch.
In 2010 werd het Russische Unimilk-groep overgenomen gevolgd door de voedingsactiviteiten van de Wockhardt-groep in India in 2012. Een jaar later ging Danone een strategische alliantie aan met Mengniu, de Chinese marktleider voor verse zuivelproducten. Danone werd een grote aandeelhouder in Mengniu en er werd een joint venture opgericht voor de productie en verkoop van zuivelproducten in het land. In de joint venture kreeg Danone 20% van de aandelen en Mengniu de rest. In 2014 kocht Danone een minderheidsbelang van 25% in Yashili en werd na Mengniu, met een aandelenbelang van 51%, de op een na grootste aandeelhouder. In 2016 werden de activiteiten van Dumex opgenomen door Yashili, die daarmee de positie in babymelk versterkte. Begin 2021 besloot Danone de relatie met Mengniu stapsgewijs af te bouwen en op 13 mei 2021 verkocht Danone een 9,8% van de aandelen in Mengniu hetgeen een boekwinst opleverde van € 586 miljoen.
In april 2017 nam Danone het Amerikaanse biologische voedingsmiddelenbedrijf WhiteWave Foods over, waardoor het ook het van oorsprong Belgische Alpro verwierf. Danone betaalt hiervoor zo'n € 11 miljard inclusief de schulden van WhiteWave Foods. Het is de grootste overname voor Danone sinds 2007 toen het Numico overnam. Na de overname wordt circa een kwart van de omzet van Danone in Noord-Amerika behaald.
Onder invloed van de coronapandemie besloot Danone in november 2020 te snijden in de organisatie. Er gaan zo'n 2000 banen verloren en met de reorganisatie wil het bedrijf in 2023 een doorlopende kostenbesparing van ruim € 1 miljard realiseren.

## Activiteiten
Danone behaalde in 2023 een omzet van bijna € 28 miljard. De activiteiten zijn in drie groepen verdeeld: verse zuivelproducten, water en babyvoedsel en medisch voedsel. Verse melkproducten is de belangrijkste activiteiten met een omzetaandeel van 52%, gevolgd door speciaal voedsel met een omzetaandeel van 31% en de rest wordt behaald met de verkoop van water. Het bedrijf is wereldwijd actief en een derde van de omzet wordt in Europa behaald. Frankrijk is na de Verenigde Staten en de Volksrepubliek China de belangrijkste afzetmarkt en circa 8% van de totale omzet van Danone wordt in de thuismarkt behaald.

### Merknamen
Danone voert de volgende belangrijke merken:
- Zuivelproducten: Danone, Danio, Activia en Silk.
- Water: Evian, Aqua en Mizone.
- Voeding: Nutrison, Aptalmil en Neocate.

### Nederland
In Nederland heeft het bedrijf kantoren in Hoofddorp en Rijswijk, fabrieken in Zoetermeer (Nutricia) en Haps, en een onderzoekscentrum in Utrecht. In Zoetermeer worden zuigelingenvoeding, Olvarit, medische voeding, zuivel en plantaardige voeding geproduceerd, in Haps melkpoeder. In Nederland heeft het bedrijf een B Corp-certificering.